# Тенчо Банев
Тенчо Людмилов Банев е български баскетболист, национален състезател на България.

## Биография
Тенчо Банев е роден на 14 август 1980 година в град Хасково. Дебютира като професионален баскетболист през 1997 година с отбора на „Академик София“, където играе до сезон 2003/2004. След това преминава за по един сезон в украинския отбор „МБК Одеса“ (2004/2005), турския „Бейкошспор“ (2005/2006) и гръцкия „Ираклис Солун“ (2006/2007). През 2007 година се завръща в България, където е играч на „Лукойл Академик“ през сезоните 2007/2008 и 2008/2009. През 2009 година преминава за един сезон в кипърския отбор „Аполон Лимасол“, след което отново се присъединява към „Лукойл Академик“, където приключва неговата професионална кариера след сезон 2015/2016, когато договорът му не е продължен, след като Банев изиграва едва 14 мача за отбора си в национален и международен план заради проблеми с контузия в коляното.
Банев е деветкратен шампион по баскетбол на България с отбора на „Академик София“ (2001, 2002, 2003, 2007, 2008, 2010, 2011, 2012 и 2015) и седемкратен носител на Купата на България с този клуб.
Като играч има участия за националния отбор на България. През 1998 година завършва на отборното осмо място на европейското първенство за юноши до 18 години във Варна. За мъжкия национален отбор в официални състезания на ФИБА играе от 2000 до 2011 година. Банев дебютира на 25 ноември 2000 година в мач срещу Финландия в Разград от полуфиналната фаза на квалификациите за Евробаскет 2001, където записва 2 минути игрово време с 1 борба. Като национален състезател участва в квалификациите за Евробаскет 2001, 2003, 2007 и 2009, и във финалите на същото първенство през 2005 и 2011.
През 2018 година е награден с „Почетен знак на Хасково“ по повод 85 години баскетбол в града.
През 2019 година е включен в Отбора на изминалото десетилетие (2010 – 2019) по случай „100 години баскетбол в България“.